# ゴードン・クーパー
ゴードン・クーパー（Leroy Gordon Cooper、1927年3月6日 - 2004年10月4日）は、アメリカ合衆国オクラホマ州生まれのアメリカ航空宇宙局 (NASA) 所属の宇宙飛行士、空軍大佐。
アメリカ初の宇宙飛行士として選ばれた7人「オリジナル・セブン」のひとり。マーキュリー計画やジェミニ計画に参加した。
イギリスのSF人形劇サンダーバードに登場する、トレーシー家の四男ゴードン・トレーシーの名前の由来となっている。

## 来歴
| 年月          | 出来事                                                                                 |
| ------------- | -------------------------------------------------------------------------------------- |
| 1945年        | アメリカ海兵隊に入隊。                                                                 |
| 1949年        | 空軍将校に転官し、西ドイツ駐在戦闘機部隊に配属される。                                 |
| 1953年        | アメリカ空軍技術研究所に入所。テストパイロットとなる。                                 |
| 1962年        | コリアー・トロフィー受賞。                                                             |
| 1963年5月15日 | マーキュリー・アトラス9号に搭乗し、地球を22周する。                                    |
| 1965年8月21日 | ジェミニ5号に搭乗して、190時間55分の間に地球を120周するという飛行記録を樹立する。      |
| 1970年7月31日 | NASAと空軍を退役。                                                                     |
| 2004年10月4日 | カリフォルニア州ベンチュラの自宅で心臓発作により死去。77歳。                           |
| 2012年5月22日 | 遺灰がスペースX社製の「ファルコン9」ロケットで宇宙船「ドラゴン」と共に打ち上げられる。 |